# Chrám Svaté Trojice (Anadyr)
Chrám Svaté Trojice je katedrální chrám anadyrské eparchie nacházející se v Rusku.
Jedná se o největší dřevěný chrám na světě. Je vysoký asi 25 m a jeho plocha zabírá 600 m². Může pojmout až 1000 věřících.

## Historie
Dne 21. října 2000 byl biskupem Diomidem (Dzjubanem) položen základ nové katedrály.
Stavba katedrály byla financována z darů věřících a guvernéra Romana Abramoviče.
Roku 2004 byl vedle chrámu postaven největší pomník svatého Mikuláše na světě.
Vysvěcen byl 17. června 2005.

## Popis
Byla postavena podle návrhu omského architekta Pavla Averčenka.
Stavebním materiálem je dřevo borovice a modřínu. Dřevo pochází z vesnice Znamenskoje Omské oblasti.
Chrám byl speciálně navržen s ohledem na drsné místní podmínky. Po celé délce základů byly instalovány chladicí jednotky, aby nedocházelo k letnímu rozmrzání zeminy, teplota pod budovou nikdy nepřekročí −3°C. Střešní krytinu tvoří měděné plechy tloušťky 4 mm.
Životnost kontrukce je odhadována na 500 let.
Katedrála má pětiřadý ikonostas zdobený malovanými a vyřezávanými ikonami. Styl vyřezávaných ikon odpovídá Theofánu Řekovi a malované ikony zas stylu Andreje Rubleva. Zvony byly vyrobeny ve Voroněži, a osm z nich je zdobeno tvářemi světců.
Na vnitřní výzdobě katedrály pracoval tým omských umělců.
Ikonostas byl navržen S. N. Patrachinem. Obsahuje 51 malovaných ikon.